# Johann Carl Lindenberg

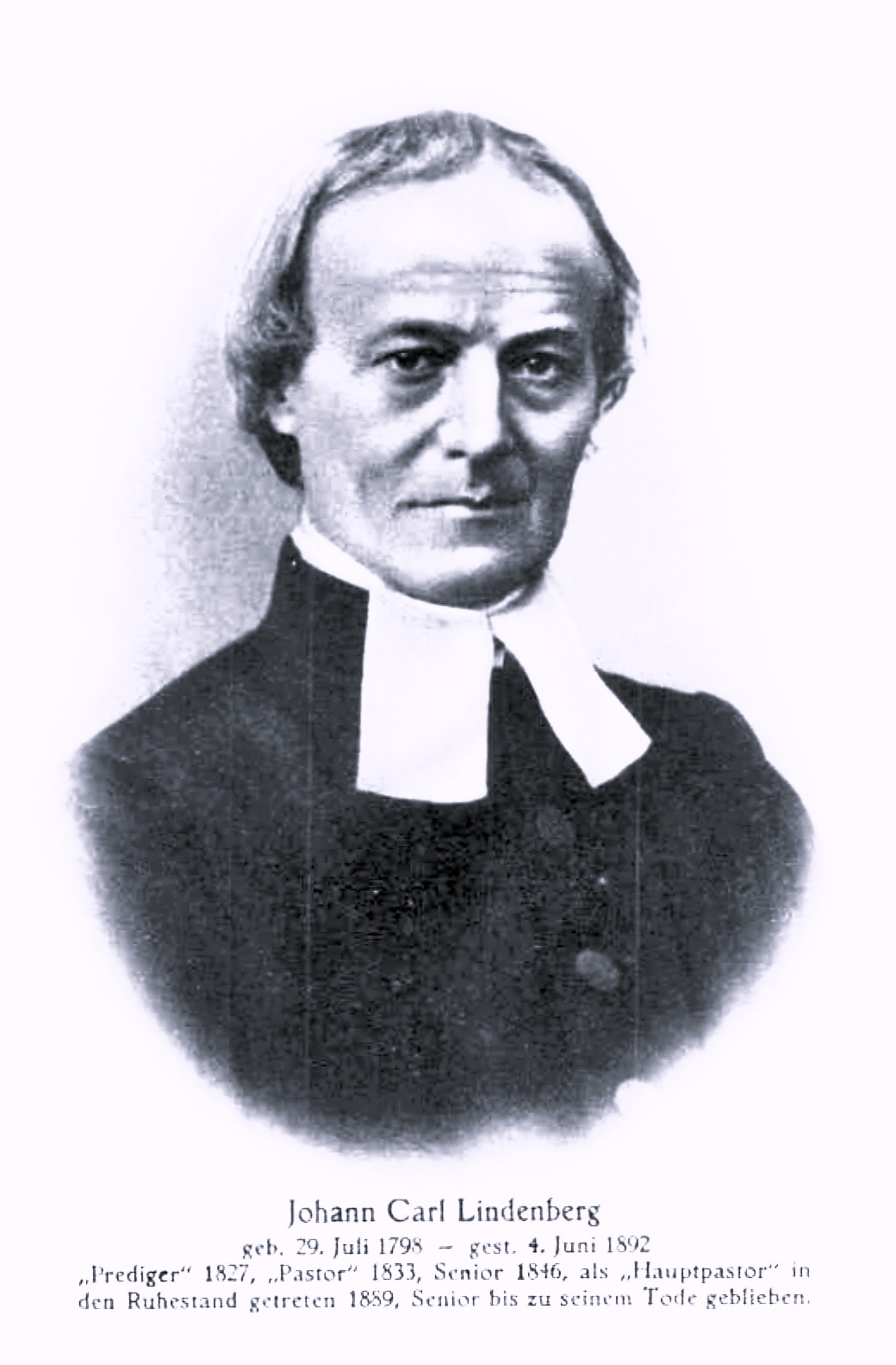
Johann Carl Lindenberg

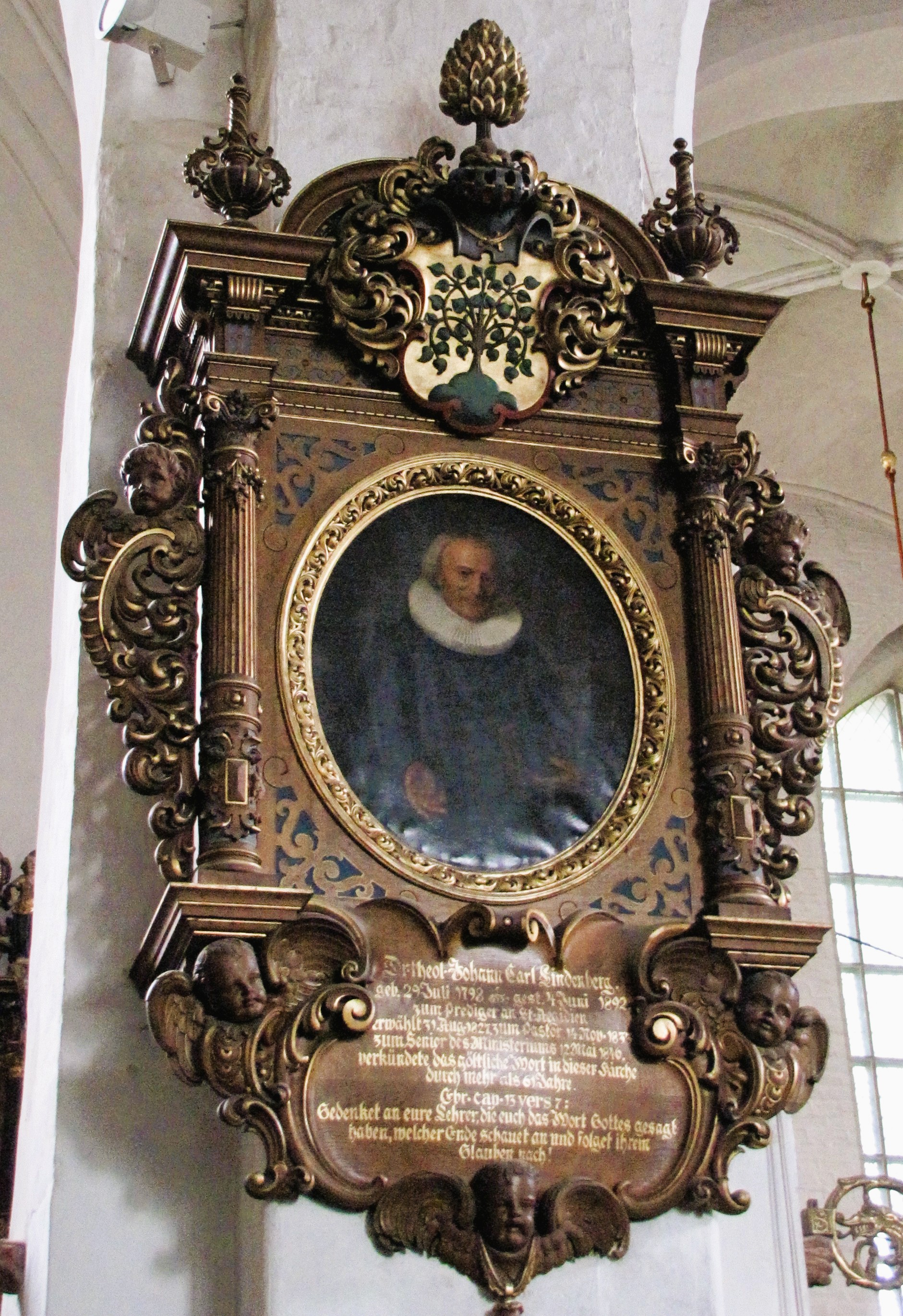
Epitaph für Johann Carl Lindenberg in der Lübecker Aegidienkirche

Johann Carl Lindenberg (* 29. Juli 1798 in Lübeck; † 4. Juni 1892 ebenda) war ein deutscher evangelisch-lutherischer Theologe und Senior des Geistlichen Ministeriums in Lübeck.

## Leben
Johann Carl Lindenberg war ein spätes Kind des bereits 58-jährigen Senators und spätere Bürgermeisters Johann Caspar Lindenberg aus seiner dritten Ehe mit Charlotte Amalie geb. Carstens, einer Tochter des Amtsschreibers zu Bergedorf und Nichte des damaligen Seniors Johann Heinrich Carstens. Er wuchs auf in der Johannisstraße (heute Dr.-Julius-Leber-Str.) 52 und wurde zunächst von seinem Vater unterrichtet. Als Achtjähriger erlebt er den Einmarsch der Franzosen und den Beginn der Lübecker Franzosenzeit. Von Ostern 1811 bis Michaelis 1816 besuchte er das Katharineum zu Lübeck.
Ab Oktober 1816 studierte er Evangelische Theologie an der Universität Halle und wurde hier besonders von August Hermann Niemeyer geprägt. Im Sommer 1819 reist er zu Fuß durch das Riesengebirge und ging dann an die Universität Berlin, um Friedrich Schleiermacher und August Neander zu hören. Von Neander wurde er zu seinem Famulus bestellt. Seine auf Latein verfasste Abschlussarbeit behandelt das Leben des Heiligen Bonifatius.
1821 kehrte Lindenberg nach Lübeck zurück und wurde nach bestandenem kirchlichem Examen Candidat des Ehrwürdigen Ministeriums. Wie viele musste er sich seinen Lebensunterhalt zunächst durch Unterrichten verdienen. Er war Lehrer an der Meyerschen Mädchenschule, gab Privatunterricht und engagierte sich im neugegründeten Missionsverein und der Lübecker Bibelgesellschaft. Er wurde 1833 ihr Sekretär und 1857 stellvertretender Vorsitzender. Bei dem damaligen Moislinger Rabbiner nahm er Hebräisch-Unterricht. Besonderen Einfluss auf ihn hatte der Pastor der Lübecker reformierten Gemeinde, Johannes Geibel.
Ebenfalls 1821 trat er in die Gesellschaft zur Beförderung gemeinnütziger Tätigkeit und wurde mit der Leitung ihrer Bibliothek betraut. Im Laufe der Jahre beteiligte er sich mehrfach am Vortragswesen der Gesellschaft. Schon bei seinem zweiten Vortrag am 6. Februar 1827 legte er pädagogische Reformvorschläge als „Wünsche für die Landschulen des Lübeckischen Gebiets“ vor. 1828 wurde er Beigeordneter des Schulcollegiums und des Lübeckischen Lehrerseminar und blieb dies bis 1885. Das Letztgenannte leitete er ab 1846. 1844 regte er gemeinsam mit Christian Gerhard Overbeck an, in Lübeck eine Rettungsanstalt für sittlich gefährdete Knaben nach dem Vorbild des Rauhen Hauses einzurichten, die dann zu Ostern 1845 als Rettungshaus auf dem dritten Fischerbuden (später Kinderheim Wakenitzhof) eröffnet wurde.
1827 wurde Lindenberg als Nachfolger von Heinrich Christian Zietz zum Archidiakonus (2. Pastor) der Aegidienkirche gewählt. Bald danach heiratete er Wilhelmine Amalie (Mine), geb. Geibel (* 11. August 1801 in Lübeck; † 1. Dezember 1855 ebenda), die älteste Tochter von Johannes Geibel und Schwester von Emanuel Geibel. Dem Paar wurden drei Söhne, darunter Heinrich Lindenber, und zwei Töchter geboren.
Schon 1829 wurde er Mitglied der Theologischen Prüfungskommission und 1831 der Kommission zur Verbesserung des Kirchengesanges. Er nahm regen Anteil an den Bestrebungen zur Reform der lübeckischen Kirchenverfassung und arbeitete ab 1833, inzwischen (Haupt)pastor der Aegidienkirche, an seinem theologischen Hauptwerk, dem Katechismus der Lübecker Kirche, der den vom Rationalismus geprägten Katechismus aus dem Jahr 1774 ersetzen sollte. 1837 wurde dieser Katechismus vom Senat als Inhaber des Landesherrlichen Kirchenregiments verpflichtend eingeführt. 1849 und 1872 neu aufgelegt, wurde er erst 1905 durch eine Neubearbeitung ersetzt. Aus heutiger Sicht erscheint er als exemplarisch für die ganze in kirchliche Restauration übergegangene Erweckungsbewegung.
Am 12. Mai 1846 wurde Lindenberg als Nachfolger von Hermann Friedrich Behn zum Senior des Geistlichen Ministeriums gewählt und wurde damit der Leitende Geistliche der Evangelisch-Lutherischen Kirche in Lübeck. Er verwaltete das Seniorat im konservativen, mild konfessionalistischen Geist 46 Jahre bis an sein Lebensende.
Seine lange Amtszeit war geprägt von den Veränderungen der Staats- und Kirchenverfassung sowie von der Einführung eines neuen Lübeckischen Gesangbuchs nach langer Vorarbeit im Jahr 1859. Für die Kirchenverfassung erarbeitete er 1849 Grundzüge einer Verfassung für die evangelisch-lutherische Kirche der freien Stadt Lübeck, die die Übertragung des Kirchenregiments auf eine Synodale Vertretung der Gemeinden forderten, und überreichte sie dem Senat. Erst 1860 erließ dieser jedoch eine neue Kirchengemeindeordnung; die neue Kirchenverfassung wurde sogar erst 1895 erlassen, und der Senat behielt das Kirchenregiment bis 1918.
Im Revolutionsjahr 1848 wurde er Abgeordneter der Lübecker Bürgerschaft und gehörte ihr bis 1857 an. Als Bürgerschaftsmitglied nahm an jener denkwürdigen (und durch die Buddenbrooks in die Weltliteratur eingegangenen) Sitzung in der Reformierten Kirche am 9. Oktober 1848 teil, bei der das Volk in die Versammlung eindrang und die dort Versammelten zu Gefangenen erklärte, woraufhin Lindenberg und andere über den Hinterhof und Dächer in die Breite Straße entkamen. Lindenberg führte in der Bürgerschaft den Vorsitz einer Kommission zur Wahlrechtsreform.
Er nahm bis 1888 regelmäßig an der Eisenacher Kirchenkonferenz teil, die seit 1852 ein gemeinsames Beratungsgremium der deutschen evangelischen Kirchenleitungen darstellte.
Sein Amt als Pastor der Aegidienkirche legte er zum 31. März 1889 nieder; Senior hingegen blieb er bis an sein Lebensende.
1871 ehrte ihn der Senat mit der höchsten Auszeichnung der Stadt, der Gedenkmünze Bene Merenti. Zu seinem fünfzigjährigen Jubiläum im Schullehrerseminar am 1. April 1878 verlieh ihm die Gemeinnützige Gesellschaft ihre goldene Denkmünze.
In der Aegidienkirche erinnert ein Epitaph im Neu-Renaissance-Stil an ihn.

## Werke
- Narratio De Sancto Bonifacio. Berolini: Feister 1821
- Johann Caspar Lindenberg b. R. Dr., ältester Bürgermeister zu Lübeck: (Mit einigen Zusätzen besonders abgedruckt aus Schmidts neuem deutschen Nekrolog. Ilmen. 1826.) Lübeck: Borchers 1826
- Erklärung des kleinen Katechismus Luthers mit Eines Hochedlen und Hochweisen Rathes Genehmhaltung zum öffentlichen Gebrauche. Lübeck: Schmidt 1837
- Ueber das Lübeckische Gesangbuch : eine Vorlesung, gehalten in der Gesellschaft zur Beförderung gemeinnütziger Thätigkeit am 8ten December 1835. Lübeck: Asschenfeldt 1836
- Das Gesangbuch: Predigt, gehalten am ersten Sonntage nach Epiphania. Lübeck: Asschenfeldt 1840
- Lübeckisches evangelisch-lutherisches Gesangbuch für den öffentlichen Gottesdienst und die häusliche Andacht / auf Verordnung Eines Hohen Senates ausgefertigt durch das Ministerium. Lübeck: Schmidt 1859

Digitalisat des Exemplars der Bayerischen Staatsbibliothek
- Noch ein Wort über den Lübeckischen Verein zur Beförderung der evangelischen Missionen unter den Heiden im Jahre 1856. Lübeck: Rohden 1856
- Confirmations-Rede geh. am Palmsonntage des Jahres 1858. Lübeck: Borchers 1858